# جوليان غامبل
جوليان غامبل (بالإنجليزية: Julian Gamble)‏ مواليد 15 سبتمبر 1989 في درم، هو لاعب كرة سلة أمريكي. بدأ مسيرته الاحترافية في سنة 2013. يلعب مع تليكوم باسكتس بون في الدوري الألماني لكرة السلة كلاعب وسط. يحمل الرقم 9.

## روابط خارجية
- جوليان غامبل على موقع الدوري الأوروبي لكرة السلة (الإنجليزية)
- جوليان غامبل على موقع الدوري الإسباني لكرة السلة (الإسبانية)
- جوليان غامبل على موقع كرة السلة الأوروبية.كوم (الإنجليزية)
- جوليان غامبل على موقع كلية كرة السلة في سبورتس رفرنس.كوم (الإنجليزية)
- جوليان غامبل على موقع ريلجم (الإنجليزية)
- جوليان غامبل على موقع بروبوليرز (الإنجليزية)
- جوليان غامبل على موقع سبورتس رفرنس (الإنجليزية)